# 普遍歷史
普遍歷史（英語：universal history），又稱普遍史、普世歷史、普世史、通史，是旨将全人类历史視為连贯整体的研究。
自十八世紀啟蒙運動以來，西方歷史哲學家與史家試圖為人類歷史提出普遍性的解釋。
西方传统中的普遍历史通常分为三个部分，即古代、中世纪和现代。 在阿拉伯和亚洲的史学中，古代和中世纪时期的划分不那么明显或不存在。一些学者企圖提出普遍歷史的通用解釋，如雅斯培区分轴心时代與西方同期的“古典古代”。 雅斯培提出了更有野心的分期方式——史前史、历史與行星史。

## 外部連結
- "List of Historical Works of Universal History". (Visual tour)
- "World History Atlas & Timelines since 3000 BC （页面存档备份，存于）". (Geacron)